# Mortes em fevereiro de 2009
Mortes em 2009: ← Janeiro – Fevereiro – Março – Abril – Maio – Junho – Julho – Agosto – Setembro – Outubro – Novembro – Dezembro →
A lista a seguir relaciona pessoas notáveis que morreram em fevereiro de 2009:

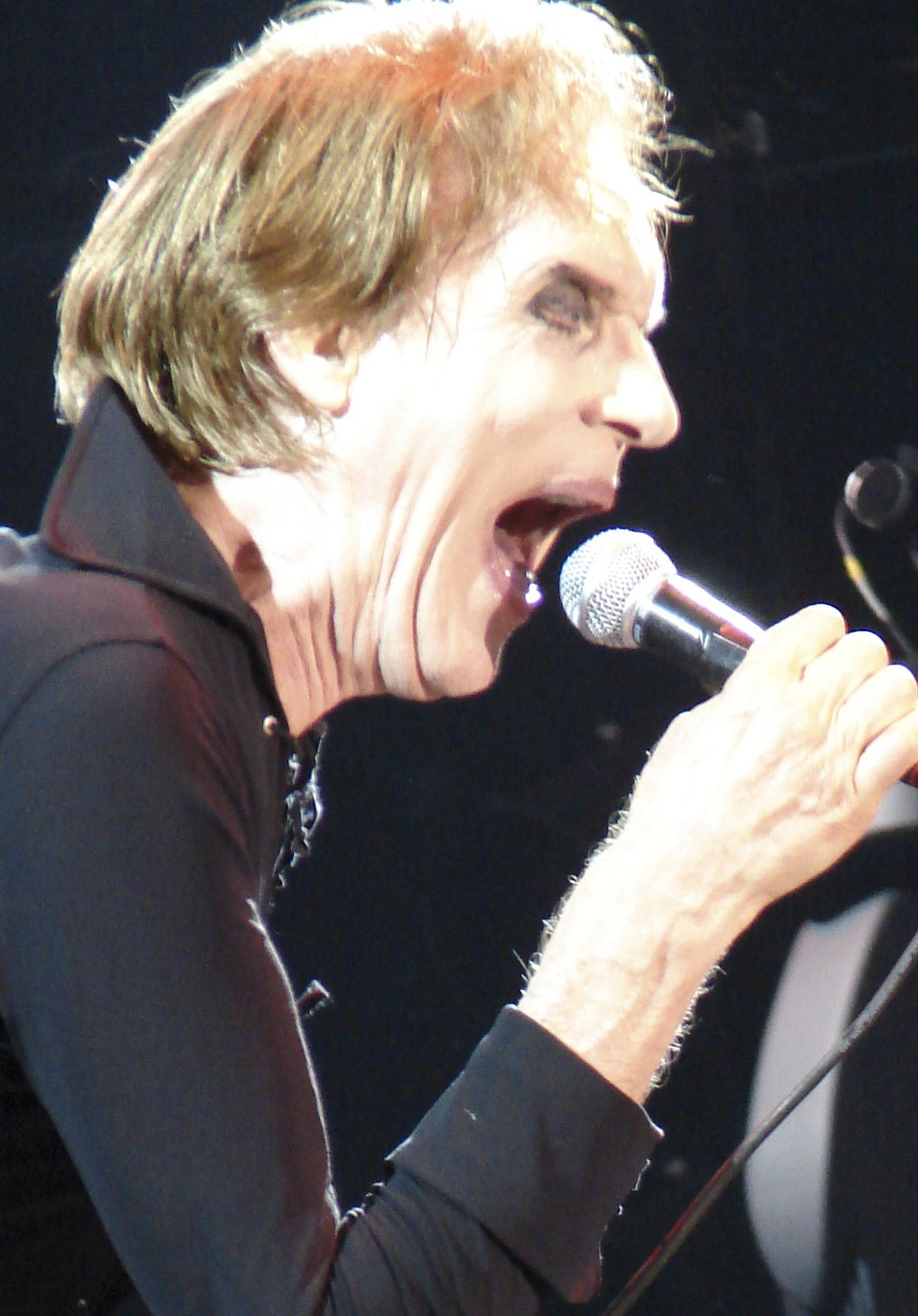
Lux Interior, cantor americano.

Ida gomes, atriz brasileira.

| Dia | Nome                        | Profissão ou motivo de reconhecimento | Nacionalidade  | Ano de nasc. | Ref    |
| --- | --------------------------- | ------------------------------------- | -------------- | ------------ | ------ |
| 2   | Paul Birch                  | Futebolista                           | Inglaterra     | 1962         | [ 1 ]  |
| 3   | António dos Reis Rodrigues  | Religioso                             | Portugal       | 1918         | [ 2 ]  |
| 4   | Adilson Nascimento          | Basquetebolista                       | Brasil         | 1952         | [ 3 ]  |
| 4   | Lux Interior                | Músico                                | Estados Unidos | 1946         | [ 4 ]  |
| 5   | Adão Pretto                 | Político                              | Brasil         | 1945         | [ 5 ]  |
| 6   | Boubacar Joseph Ndiaye      | Curador                               | Senegal        | 1922         | [ 6 ]  |
| 6   | James Whitmore              | Ator                                  | Estados Unidos | 1921         | [ 7 ]  |
| 7   | Mel Kaufman                 | Jogador de futebol americano          | Estados Unidos | 1958         | [ 8 ]  |
| 9   | Eluana Englaro              | Morta por eutanásia                   | Itália         | 1970         | [ 9 ]  |
| 10  | David Azulay                | Estilista                             | Brasil         | 1953         | [ 10 ] |
| 11  | Estelle Bennett             | Cantora                               | Estados Unidos | 1941         | [ 11 ] |
| 11  | Willem Johan Kolff          | Médico                                | Países Baixos  | 1911         | [ 12 ] |
| 12  | Giacomo Bulgarelli          | Futebolista                           | Itália         | 1940         | [ 13 ] |
| 13  | Augusto Moreira de Oliveira | Supercentenário                       | Portugal       | 1896         | [ 14 ] |
| 14  | Kiprono Mutai               | Maratonista                           | Quênia         | 1986         | [ 15 ] |
| 16  | Stephen Kim Sou-hwan        | Religioso                             | Coreia do Sul  | 1922         | [ 16 ] |
| 17  | Mike Whitmarsh              | Jogador de vôlei de praia             | Estados Unidos | 1962         | [ 17 ] |
| 18  | Kamila Skolimowska          | Lançadora de martelo                  | Polónia        | 1982         | [ 18 ] |
| 18  | Tayeb Salih                 | Escritor                              | Sudão          | 1929         | [ 19 ] |
| 19  | Kelly Groucutt              | Músico                                | Inglaterra     | 1945         | [ 20 ] |
| 20  | Sérgio Naya                 | Político e empresário                 | Brasil         | 1942         | [ 21 ] |
| 21  | Lagoa Henriques             | Escultor e pedagogo                   | Portugal       | 1923         | [ 22 ] |
| 22  | Ida Gomes                   | Atriz                                 | Brasil         | 1933         | [ 23 ] |
| 26  | Johnny Kerr                 | Basquetebolista                       | Estados Unidos | 1932         | [ 24 ] |
| 27  | Alastair McCorquodale       | Atleta                                | Escócia        | 1925         | [ 25 ] |
| 27  | Manea Mănescu               | Político                              | Roménia        | 1916         | [ 26 ] |
| 27  | Walter Silva                | Jornalista e produtor                 | Brasil         | 1933         | [ 27 ] |
| 28  | Miguel Serrano              | Escritor                              | Chile          | 1917         | [ 28 ] |